# Libnotes (Libnotes) limpida
Libnotes (Libnotes) limpida is een tweevleugelige uit de familie steltmuggen (Limoniidae). De soort komt voor in het Oriëntaals gebied.